# Rudimentary Peni
Rudimentary Peni är ett brittiskt anarkopunk/deathrock-band som bildades 1980 i England. Bandet slutade att göra spelningar i mitten av 80-talet för att basisten Grant Matthews fick diagnosen cancer. I början av 90-talet blev även sångaren Nick Blinko tvungen att lägga in sig själv på psyket efter att hans mentala hälsa sviktat mycket de senaste åren. Under tiden på psyket trodde Blinko ett tag att han var påven Hadrianus IV, vilket resulterade i Rudimentary Penis konceptalbum Pope Adrian 37th Psychristiatric från 1995. Rudimentary Peni är fortfarande aktiva idag, men gör nästan aldrig live-spelningar. Enligt Blinko så kommer de aldrig göra mer än 1-2 spelningar om året. 2008 släpptes EP'n No More Pain 2008 och bandet har fortfarande alla originalmedlemmar kvar.

## Medlemmar
- Nick Blinko – gitarr, sång
- Grant Matthews – basgitarr
- Jon Greville – trummor

## Diskografi
Studioalbum
- Death Church (1983)
- Cacophony (1988)
- Pope Adrian 37th Psychristiatric (1995)

Samlingsalbum
- The E.P.'s Of R.P. (1987)

EPs
- Rudimentary Peni (1981)
- Farce (1982)
- Echoes Of Anguish (1997)
- The Underclass (2000)
- Archaic EP (2004)
- No More Pain E.P. (2008)

Singlar
- "Wilfred Owen The Chances" (2009)